# Podravlje (1)
Podravlje (1) (nemško Föderlach I) je naselje v Občini Vernberk v Okraju Beljak-dežela na Koroškem v Avstriji.